# Aecidium breyniae
Aecidium breyniae är en svampart som beskrevs av Syd. & P. Syd. 1907. Aecidium breyniae ingår i släktet Aecidium, ordningen Pucciniales, klassen Pucciniomycetes, divisionen basidiesvampar och riket svampar.   Inga underarter finns listade i Catalogue of Life.